# بین‌المللی (فیلم ۲۰۰۶)
«بین‌المللی» (ترکی استانبولی: Beynelmilel) فیلمی در ژانر درام و کمدی به کارگردانی سری ثریا اوندر است که در سال ۲۰۰۶ منتشر شد. از بازیگران آن می‌توان به اوزگو نامال و سری ثریا اوندر اشاره کرد.